# 悪魔の掟
『悪魔の掟』（原題：Mob Rules）は、ブラック・サバスが1981年に発表した10作目のスタジオ・アルバム。ロニー・ジェイムス・ディオ加入後としては2作目のアルバムで、また、本作よりヴィニー・アピスが加入した。

## 背景
前スタジオ・アルバム『ヘヴン&ヘル』（1980年）に伴うツアーの途中でビル・ワードがバンドを脱退し、1980年8月31日の公演よりヴィニー・アピスが加入。アピスはそのまま正式メンバーとなり、本作のレコーディングにも参加した。
本作に先行して公開された映画『ヘヴィ・メタル』のサウンドトラックでは「悪魔の掟」と「E5150」が使用されており、「悪魔の掟」のサウンドトラック用のヴァージョンは、2010年に発売された本作のデラックス・エディション盤に収録された。

## 反響
本作は全英アルバムチャートで12位に達し、本作からの第1弾シングル「悪魔の掟」は全英シングルチャートで46位、第2弾シングル「ターン・アップ・ザ・ナイト」は37位に達した。
アメリカでは本作がBillboard 200で29位に達し、リリースから約4年半後の1986年5月には、RIAAによってゴールドディスクに認定された。また、『ビルボード』のメインストリーム・ロック・チャートでは「ターン・アップ・ザ・ナイト」が24位、「ヴードゥーの呪い」が46位に達した。

## 収録曲
全曲ともトニー・アイオミ、ロニー・ジェイムス・ディオ、ギーザー・バトラーの共作。4.はインストゥルメンタル。
1. ターン・アップ・ザ・ナイト - "Turn Up the Night" – 3:43
2. ヴードゥーの呪い - "Voodoo" – 4:33
3. 南十字星 - "The Sign of the Southern Cross" – 7:50
4. E5150 - "E5150" – 2:50
5. 悪魔の掟 - "The Mob Rules" – 3:15
6. カントリー・ガール - "Country Girl" – 4:03
7. スリッピン・アウェイ - "Slipping Away" – 3:46
8. 失楽園 - "Falling Off the Edge of the World" – 5:04
9. オーヴァー・アンド・オーヴァー - "Over and Over" – 5:30

## カヴァー
- ターン・アップ・ザ・ナイト
  - 柴田直人 - カヴァー・アルバム『STAND PROUD! II』（1999年）
- 南十字星
  - フェイツ・ウォーニング - トリビュート・アルバム『Holy Dio - A Tribute to the Voice of Metal: Ronnie James Dio』（1999年）に提供[12]。
  - ヴィシャス・ルーマーズ（英語版） - ライヴ・アルバム『Live You to Death』（2012年）に、スタジオ録音のカヴァーを収録[13]。
- カントリー・ガール
  - ポール・ギルバート - インストゥルメンタル・トリビュート・アルバム『The Dio Album』（2023年）に収録[14]。

## 参加ミュージシャン
- トニー・アイオミ - ギター
- ロニー・ジェイムス・ディオ - ボーカル
- ギーザー・バトラー - ベース
- ヴィニー・アピス - ドラムス

アディショナル・ミュージシャン
- ジェフ・ニコルス - キーボード